# Feeling Lady (金井夕子のアルバム)
『Feeling Lady』（フィーリング・レディー）は、日本の歌手金井夕子が、1978年11月21日にキャニオン・レコードより発売したオリジナル・アルバムである。

## 概要
当時活躍中の女性シンガーソングライター尾崎亜美、丸山圭子、庄野真代による、メロウなポップスでおしゃれなシティサウンド感覚にしあげたものとなっている。

## 収録曲

### SIDE A
1. Just Feeling（詞・曲:尾崎亜美、編：船山基紀）2分55秒
  - シングル「ジャスト フィーリング」とはアレンジが異なっている。
2. Pastel Love（詞・曲:尾崎亜美、編：船山基紀）3分44秒
3. Squall（詞・曲:尾崎亜美、編：船山基紀）3分16秒
4. California Travel（詞・曲：丸山圭子、編：佐藤準）3分00秒
5. レモン気候（詞：丸山圭子、曲・編：佐藤準）3分13秒

### SIDE B
1. See You Again（詞・曲：尾崎亜美、編：船山基紀）4分51秒
2. 揺れるさざ波（詞・曲：尾崎亜美、編：船山基紀）2分47秒
3. Memorandum（詞・曲：庄野真代、編：船山基紀）4分22秒
4. Perfect Game（詞・曲：尾崎亜美、編：船山基紀）4分13秒
  - シングル「パーフェクト ゲーム」とはアレンジが異なっている。
5. Gentle Good-bye（詞・曲：庄野真代、編：船山基紀）4分40秒

## ミュージシャン
- keyborads：羽田健太郎、佐藤準、渋井弘
- E.Guitar：矢島賢、水谷公生
- F.Guitar：Ted M. Gibson、笛吹利明
- Drums：林立夫、Robert Brill
- E.Bass：高水健司、岡沢章
- Percussion：斉藤ノブ
- Strings：多グループ

## スタッフ
- Executive Producer：佐々木高之
- Director：渡辺有三[2]
- Recording Engineer：原田勝也、石田良一、渡辺 誠
- Remix Engineer
- Photographer：Tamjin
- Album Design:小野 広
- Recorded at
EPICURUS STUDIO &SOUND CITY STUDIO
from 3 July to 29 September 1978

## 発売履歴
| 発売日         | 規格                                | 規格品番   |
| -------------- | ----------------------------------- | ---------- |
| 1978年11月21日 | LP                                  | C25A0005   |
| 2017年9月20日  | UHQCD                               | PCCA-50295 |
| 2017年9月20日  | 配信 AAC 128/320kbps \| 104.4 MB    |            |
| 2017年9月20日  | 配信 FLAC 96.0kHz 24bit \| 830.0 MB |            |